# グラフト＝デ・レイプ
グラフト＝デ・レイプ（オランダ語: Graft-De Rijp）は、オランダ・北ホラント州にかつて存在した基礎自治体（ヘメーンテ）。2015年にアルクマールに合併され、その一部となった。

## Population centres
The municipality of Graft-De Rijp consisted of the following towns, villages and/or districts:デ・レイプ、グラフト、Markenbinnen、Noordeinde、Oost-Graftdijk、Starnmeer、 West-Graftdijkの各集落からなっていた。